# سكوت ووكر (سياسي)
سكوت ووكر (بالإنجليزية: Scott Walker )‏ (و. 1967  م) هو سياسي أمريكي، ولد في كولورادو سبرينغس، كولورادو، هو عضوٌ في الحزب الجمهوري.

## مناصب
تولى منصب حاكم ولاية ويسكونسن ‏ (منذ 3 يناير 2011)، وعضو جمعية ولاية ويسكونسن.

## التعليم
تعلم في جامعة ماركيت (1986–1990)، وDarien High School ‏ (حتى 1986).

## وصلات خارجية
- سكوت ووكر على موقع IMDb (الإنجليزية)
- سكوت ووكر على موقع الموسوعة البريطانية (الإنجليزية)
- سكوت ووكر على موقع إن إن دي بي (الإنجليزية)
- سكوت ووكر في قاعدة بيانات الأفلام على الإنترنت